# Biodiversification
La biodiversification est le processus conduisant à la diversité des espèces. Les paléontologues emploient un concept proche, qui est la radiation évolutive à partir d'un dernier ancêtre commun.

## Taux de diversification
Le nombre d'espèces existantes varie considérablement d'une branche à l'autre de l'arbre du vivant. Les espèces connues d'arthropodes sont ainsi plus de cent mille fois plus nombreuses que celles des placozoaires.
Deux facteurs sont mis en avant pour expliquer ces différences :
- l'âge des clades : plus un clade serait apparu anciennement, plus sa richesse spécifique serait grande ;
- leur taux de diversification : plus un clade se diversifierait vite, plus sa richesse spécifique serait grande ; le taux de diversification est la différence entre le taux de spéciation (le taux d'apparition des espèces) et le taux d'extinction (le taux de disparition des espèces).

Le taux de diversification est très variable : les animaux se diversifient dix fois plus vite que les bactéries, et les plantes deux fois plus vite que les animaux. Quand on étudie la richesse spécifique, l'âge des clades et leurs taux de diversification à différents niveaux de subdivision de l'arbre du vivant, il apparaît que le facteur décisif est le taux de diversification, fortement corrélé au nombre d'espèces, alors que les groupes les plus vieux ne sont pas systématiquement plus riches en espèces que les plus jeunes. Le taux de diversification des clades dépend quant à lui de facteurs internes (génétique) et externes (écologie).

## Impact humain sur la diversification
Diverses activités humaines peuvent affecter la diversification biologique. Parmi celles-ci, on retrouve l'introduction d'espèces, la domestication et la fragmentation d'habitats.
La fréquence d'introduction d'espèces augmente avec le commerce international, ce qui met en contact des espèces natives et invasives qui pourront s'accoupler pour, dans certains cas, produire des hybrides viables et féconds. Par exemple, Helianthus anomalus, Helianthus deserticola et Helianthus paradoxus sont de nouvelles espèces de plantes à fleurs du Texas provenant toutes des mêmes taxons parents, soit Helianthus annuus et Helianthus petiolaris.
La domestication joue également un rôle dans la biodiversification via la sélection artificielle, qui permet de sélectionner des traits spécifiques désirés pour une certaine utilité au niveau de l'agriculture, de la chasse, des activités culturelles ou encore pour des recherches médicales, par exemple. La diversité génétique des races canines est considérée comme la plus riche parmi les espèces ayant été domestiquées par l'Homme.
La fragmentation d'habitats crée quant à elle une barrière physique menant à une isolation reproductive, ce qui peut provoquer la spéciation allopatrique. Par exemple, à Londres, un nouvel écosystème formé par la construction des tunnels souterrain pour le métro a isolé physiquement le moustique Culex pipiens des autres populations de la même espèce. Ceci a mené à l'émergence d'une sous-espèce nommée Culex pipiens molestus, qui vit maintenant exclusivement dans ces tunnels et qui dépend de la circulation humaine pour se nourrir.